# Dolicholobium cordatum
Dolicholobium cordatum är en måreväxtart som beskrevs av M.E. Jansen. Dolicholobium cordatum ingår i släktet Dolicholobium och familjen måreväxter. Inga underarter finns listade i Catalogue of Life.